# Яглев
Яглев, или яглон, яглион (Panthera jaglion) — гибрид между ягуаром-самцом и львицей, преимущественно имеет чёрную окраску (меланисты). Чучело ягльва находится в Зоологическом Музее Уолтера Ротшильда в Хартфордшир, Англия.

## Внешний вид
Он имеет окрас льва и коричневатые пятна ягуара. Размеры животного являются промежуточными между размерами родителей, самец может достигать длины 265 сантиметров (включая хвост) и веса, который может превышать 165 кг, в то время как самка меньше самца примерно на 25 %, поэтому он не превышает 120 кг по весу и 235 см в длину. Высота в холке от 70 до 100 см в зависимости от роста родителей. В случае, если самцом является меланистический (с чёрной шерстью) ягуар, то потомство ягльвов может унаследовать меланический ген.

## Разведение
9 апреля 2006 два ягльва родились в канадском заповеднике Bear Creek Wildlife Sanctuary, провинция Онтарио. Их родители, — львица Лола и чёрный ягуар Диабло, были скрещены в результате привычки друг к другу с детства, поскольку росли в одном вольере. Их детёныши, самка Джазара и самец Цунами, являлись единственными ныне живущими ягльвами.
В октябре 2022 года на сайте заповедника вышел пост о том, что Цунами скончался, таким образом Джазара осталась единственной живой представительницей ягльвов.